# Rifugio Falk
Rifugio Falk este o arie protejată (arie specială de conservare — SAC, sit de importanță comunitară — SCI) din Italia întinsă pe o suprafață de 4,22 ha, integral pe uscat.

## Localizare
Centrul sitului Rifugio Falk este situat la coordonatele 46°23′17″N 10°15′32″E / 46.388°N 10.259°E.

## Înființare
Situl Rifugio Falk a fost declarat sit de importanță comunitară în iunie 1995 pentru a proteja 3 specii de animale. Situl a fost protejat și ca arie specială de conservare în iulie 2016.

## Biodiversitate
Situată în ecoregiunea alpină, aria protejată conține 6 habitate naturale: Formațiuni ierboase bogate în specii de Nardus, dezvoltate pe substraturi silicioase în zone montane (și în zone submontane, în Europa continentală), Păduri montane și subalpine de Pinus uncinata (* dezvoltate pe substrat gipsos sau calcaros), Turbării active, Mlaștini împădurite, Mlaștini turboase de tranziție și turbării mișcătoare, Pajiști alpine și boreale.
La baza desemnării sitului se află mai multe specii protejate de  păsări (3): acvilă de munte (Aquila chrysaetos), Lagopus muta helvetica, Lyrurus tetrix tetrix
Pe lângă speciile protejate, pe teritoriul sitului au mai fost identificate 26 de specii de plante, 1 specie de amfibieni, 1 specie de mamifere, 7 specii de nevertebrate, 1 specie de reptile.